# Onthophagus thai
Onthophagus thai là một loài bọ cánh cứng trong họ Bọ hung (Scarabaeidae).